# Begonia kingdon-wardii
Espèce
Begonia kingdon-wardii est une espèce de plantes de la famille des Begoniaceae.
Elle a été décrite en 2007 par Mark C. Tebbitt.